# Shift 2: Unleashed
Shift 2: Unleashed es la decimoquinta entrega de la serie de videojuegos de carreras, Need for Speed. Es la secuela del juego de la franquicia Need for Speed Shift.
El juego fue desarrollado nuevamente por Slightly Mad Studios y distribuido por su creadora Electronic Arts. En España el juego se puso a la venta el 1 de abril de 2011.

## Jugabilidad
Según los productores, NFS Shift 2 Unleashed expande las características de su predecesor. El objetivo del jugador será el Campeonato Mundial de la FIA GT1 2010 y el Campeonato de Europa de la FIA GT3 2010 así como nuevas carreras y circuitos incluidos. Otra característica es que se podrá jugar en circuitos nocturnos y por supuesto incluye el modo En línea de la función Autolog, función conocida por el aclamado juego de la misma saga: Need for Speed: Hot Pursuit. Por último, el juego tiene mejoras respecto al control de los automóviles, así como las líneas de dirección, sensibilidad, entre otras mejoras. 
A diferencia del resto de juegos de la saga, este no se caracteriza por ser un juego arcade, sino por uno de simulación que procura asemejarse al máximo a la sensación real de conducir un coche de verdad en un circuito, lo que sería la competencia del Gran Turismo 5 de PS3 o el Forza Motorsport 4 de Xbox 360.

## Lista de automóviles
En su lanzamiento, el juego incluía 121 coches de 37 fabricantes distintos, aunque más coches van a ser añadidos mediante DLCs:
| - Acura NSX - Alfa Romeo 8C Competizione - Alfa Romeo Giulietta Quadrifoglio Verde (Disponible en la Edición Limitada) - Alpina B6 GT3 - Aston Martin DB9 Coupe - Aston Martin DBR9 GT1 - Aston Martin DBRS9 GT3 - Aston Martin V8 Vantage N400 - Audi R8 Coupé 4.2 FSI quattro - Audi R8 LMS - Audi RS4 - Audi S3 - Audi S4 - Audi TT Coupé 3.2 quattro - Bentley Continental Supersports - BMW 135i Coupé - BMW M1 Procar - BMW M3 E30 Sport Evolution - BMW M3 E36 - BMW M3 E46 - BMW M3 E92 - BMW M3 GT ALMS - BMW M6 - BMW Z4 M-Coupe - BMW Z4 sDrive 35is - Bugatti Veyron 16.4 - Caterham Superlight R500 - Chevrolet Cobalt SS - Chevrolet Camaro SS - Chevrolet Corvette C6 R GT1 - Chevrolet Corvette Sting Ray - Chevrolet Corvette Z06 - Chevrolet Corvette Z06R GT3 - Dodge Challenger Concept - Dodge Challenger R/T - Dodge Charger R/T - Dodge Viper SRT-10 - Ford Mustang GT - Ford Escort RS Cosworth - Ford Focus RS - Ford Focus ST - Ford GT - Ford Mustang Shelby GT500 - Gumpert Apollo - Holden Commodore - Honda Civic Si - Honda S2000 - Infiniti G35 (V35) - Jaguar XKR - Koenigsegg CCX - Lamborghini Gallardo LP560-4 - Lamborghini Gallardo LP560-4 GT3 - Lamborghini Murciélago LP640 (Edición Limitada) - Lamborghini Murciélago R-SV GT1 - Lamborghini Reventon - Lamborghini Reventon Hot Pursuit Edition (Solo para jugadores de NFS Hot Pursuit) - Lancia Delta HF Integrale - Lexus IS-F - Lexus LFA - Lotus Elise 111R - Lotus Exige S | - Maserati GranTurismo S - Maserati MC12 GT1 - Matech Ford GT GT1 - Matech Ford GT GT3 - Mazda MX-5 - Mazda RX-7 - Mazda RX7 FC3S - Mazda RX-8 - McLaren F1 GT - McLaren MP4-12C - Mercedes-Benz 190E 2.5-16 Evolution 2 - Mercedes-Benz SLR McLaren 722 - Mercedes-Benz SLR McLaren Stirling Moss - Mercedes-Benz Clase SL 65 AMG - Mercedes-Benz SLS AMG - Mini Cooper S - Mitsubishi Lancer Evolution IX MR - Mitsubishi Lancer Evolution X - Nissan 240SX (S14) - Nissan 240SX (S13) - Nissan 240SX (S13) Drift Alliance - Nissan 350Z (Z33) - Nissan 370Z (Z34) - Nissan GT-R (R35) - Nissan GT-R SpecV (R35) - Nissan GT-R GT1 - Nissan Silvia S15 Spec. R Aero (Disponible en la Edición Limitada) - Nissan Skyline GT-R (R32) - Nissan Skyline GT-R (R34) - Pagani Huayra - Pagani Zonda F - Pagani Zonda R - Pagani Zonda Cinque Hot Pursuit Edition (Solo para jugadores de NFS Hot Pursuit) - Proton Satria - Porsche 911 GT2 - Porsche 911 GT3 R - Porsche 911 GT3 RS - Porsche 911 GT3 RSR - Porsche 918 Spyder Concept Study - Porsche Carrera GT - Porsche Cayman S - Radical SR3 RS - Renault Mégane RS - Renault Clio Sport - Scion tC - Seat León Cupra - Shelby GT500 1967 - Shelby Cobra 427 - Need For Speed Shelby Terlingua Ford Mustang - Subaru Impreza WRX STI - Team Need for Speed BMW Z4 GT3 - Team Need for Speed Ford Mustang RTR-X - Team Need for Speed Mazda RX-7 - Team Need for Speed Mazda RX-8 - Team Need for Speed Perodua tC - Team Need for Speed Toyota Corolla GTS (AE86) - Toyota Corolla AE86 - Toyota Supra - Volkswagen Golf GTI I - Volkswagen Golf GTI V - Volkswagen Scirocco - W MOTORI MC12 GT1 |

### Lista de coches añadidos por DLC
En el Legends DLC Pack Car, se añadirán 14 vehículos más. Este DLC fue lanzado el 26 de abril en Xbox 360 y en PS3, este DLC en PC fue lanzado el 30 de junio de 2011.
- Alfa Romeo Giulia Sprint GTA (1965)

- Austin Mini Cooper S (1965)

- BMW 3.0 CSL Gr. 5 (1975)

- Ford Capri RS3100 Gr.4 (1974)

- Ford Escort Mk1 RS1600 (1971)

- Ford GT40 Mk.I (1965)

- Ford Lotus Cortina (1963)

- Jaguar E-Type Lightweight (1963)

- Nissan Fairlady 240ZG (S30) (1971)

- Nissan Skyline 2000GT-R (C10) (1972)

- Porsche 911 Carrera RSR 3.0 (1974)

- Porsche 914/6 GT (1970)

- Shelby Cobra "Daytona" Coupe® (1965)

- Team Need For Speed Porsche 911 Carrera RSR 3.0

En el Speedhunters Pack DLC, se añadirán 14 vehículos más. Este DLC será lanzado el 17 de mayo en Xbox 360 y en PS3, este DLC en PC fue lanzado el 30 de junio.
- Dodge Challenger R/T Speedhunters

- Lexus LFA Speedhunters

- Mazda RX-7 (FC3S) Speedhunters

- McLaren MP4-12C Speedhunters

- Mercedes-Benz 190E 2.5-16 Evolution 2 Speedhunters

- Mercedes-Benz SLS AMG Speedhunters

- Mitsubishi Lancer EVOLUTION IX MR-edition Speedhunters

- Nissan Fairlady 240ZG (S30) Speedhunters

- Nissan Skyline 2000GT-R (C10) Speedhunters

- Nissan Skyline GT-R (R32) Speedhunters

- Pagani Huayra Speedhunters

- Toyota Supra Speedhunters

- Dodge Viper GTS by Twins Turbo

- World Racing Pro-FWD Reaper Perodua tC

## Lista de circuitos
En su lanzamiento, se incluían 36 circuitos (Nürburgring y Nürburgring Nordschleife son contados como diferentes circuitos), y 91 variantes.
El 26 de abril fue lanzado el DLC Legends Pack para PS3 y Xbox 360, mientras que su lanzamiento en PC fue el 30 de junio, que incluye 6 trazados clásicos (estos circuitos están diferenciados en la tabla con un color dorado de fondo).
El 17 de mayo fue lanzado el DLC Speedhunters Pack. que incluye 6 nuevos trazados (estos circuitos están diferenciados en la tabla con un color plateado de fondo).
| Circuito                 | Tipo de circuito |                                                                    |                 |                 |
| Circuito                 | Tipo de circuito | Configuraciones                                                    | Configuraciones | Configuraciones |
| ------------------------ | ---------------- | ------------------------------------------------------------------ | --------------- | --------------- |
| Águeda                   | Drag (DLC)       | Drag, Standing Mile                                                |                 |                 |
| Alpental                 | Ficticio         | Alpental                                                           |                 |                 |
| Ambush Canyon            | Ficticio         | Ambush Canyon                                                      |                 |                 |
| Autopolis                | Real             | GP, Lakeside                                                       |                 |                 |
| Bathurst                 | Real             | Bathurst                                                           |                 |                 |
| Brands Hatch             | Real             | GP, Indy                                                           |                 |                 |
| Brno                     | Real             | Brno                                                               |                 |                 |
| Circuit de Catalunya     | Real             | GP, National, Club                                                 |                 |                 |
| Dakota                   | Real             | Club, National, GP, Tri-Oval                                       |                 |                 |
| Dijon-Prenois            | Real             | GP, Short                                                          |                 |                 |
| Dijon-Prenois 1972       | Clásico (DLC)    | Dijon-Prenois 1972                                                 |                 |                 |
| Donington Park           | Real             | GP, National                                                       |                 |                 |
| Dubai Autodrome          | Real             | GP, Club, International, National                                  |                 |                 |
| Ebisu                    | Real             | Ebisu, Ebisu South, Ebisu Touge                                    |                 |                 |
| Pergusa                  | Real             | Enna Pergusa                                                       |                 |                 |
| Glendale                 | Ficticio         | Club, East, West                                                   |                 |                 |
| Hazyview                 | Ficticio         | Eight, Oval                                                        |                 |                 |
| Hockenheim               | Real             | GP, National, Short                                                |                 |                 |
| Hockenheim 1981          | Clásico (DLC)    | Hockenheim 1981                                                    |                 |                 |
| Irwindale Speedway       | Real             | Óvalo Drift, Drift Layout 1, Drift Layout 2                        |                 |                 |
| Laguna Seca              | Real             | Laguna Seca                                                        |                 |                 |
| London                   | Urbano           | Royal, River, Embankment Loop, Club Drive, Whitehall Drive         |                 |                 |
| Miami                    | Urbano           | Bicentennial, Biscayne Blvd., Bayfront Park, Bayside Run, Drift    |                 |                 |
| Miyatomi                 | Ficticio         | Miyatomi                                                           |                 |                 |
| Miyatomi                 | Drag (DLC)       | Drag, Standing Mile                                                |                 |                 |
| Monza                    | Real             | GP, Junior                                                         |                 |                 |
| Monza 1958               | Clásico (DLC)    | Monza 1958                                                         |                 |                 |
| Nevada Freight Depot     | Ficticio         | Circle, Slalom, Eight, Open                                        |                 |                 |
| Nevada Freight Depot     | Drag (DLC)       | Drag, Standing Mile                                                |                 |                 |
| Nürburgring              | Real             | Mullenbach, Sprint Short, Sprint, GP                               |                 |                 |
| Nürburgring Nordschleife | Real             | Nordschleife, Aremburg, Karussell, Nurburg                         |                 |                 |
| Oschersleben             | Real             | GP, B Course                                                       |                 |                 |
| Riviera                  | Urbano           | Casino Rivera, Monte Grande, Monument Loop, Port Boucle            |                 |                 |
| Road America             | Real             | Road America                                                       |                 |                 |
| Rouen-Les-Essarts        | Clásico (DLC)    | Rouen GP 1956, Rouen Short 1952                                    |                 |                 |
| Rustle Creek             | Ficticio         | Rustle Creek                                                       |                 |                 |
| Shanghái Street Circuit  | Urbano           | GP, Road Dash, Road Circuit                                        |                 |                 |
| Silverstone Circuit      | Real             | Arena GP (2010), Bridge Grand Prix, International (2009), National |                 |                 |
| Silverstone 1975         | Clásico (DLC)    | Silverstone 1975                                                   |                 |                 |
| Spa Francorchamps        | Real             | Spa Francorchamps                                                  |                 |                 |
| Suzuka                   | Real             | GP, East, West                                                     |                 |                 |
| Tokio                    | Urbano           | Freeway, Docks, Freeway Reverse, Docks Reverse, Drift              |                 |                 |
| Willow Springs           | Real             | GP, Horse Thief Mile                                               |                 |                 |
| Zolder                   | Real             | Zolder                                                             |                 |                 |

## Recepción
Shift 2 Unleashed ha recibido críticas buenas después de su salida. Por los momentos, GameRankings le ha dado las siguientes puntuaciones: Xbox 360 (81.85%), PC (82.29%) y PlayStation 3 (80.83%). GamePro también le otorgó 4/5 puntos. IGN le dio un 8.5/10 diciendo que "los gráficos, el sonido y el modo de juego son excepcionales e impresionantes a nivel realista".
Metacritic también le dio puntaciones muy positivas: Xbox 360 (82), PC (83) y PS3 (80).